# Holder József
Holder József (Nagybocskó, 1893. január 11. – Budapest, 1945. január 6.) költő, újságíró, műfordító. 

## Élete
Hagyományos ortodox zsidó családban született Holder Jechiel és Róth Pepi fiaként. A szatmári és pozsonyi jesivákban tanult. Fiatalon került Budapestre, s hamarosan főkönyvelőként egy textilgyárban kezdett dolgozni. Ady Endre lelkes híve lett. Főként külföldi lapok magyarországi tudósítója volt. 1920-tól Máramarosszigeten Jidise Cajtung címmel önálló jiddis nyelvű lapot szerkesztett. Saját versei mellett jiddisre ültette Madách Imre Az ember tragédiája című művét, s többek között Ady Endre, Babits Mihály, Kosztolányi Dezső, Somlyó Zoltán és Szép Ernő költeményeit. A héber irodalomban is jelentős munkásságot fejtett ki. Néhány héber verset is írt. Költeményei 1928-ban jelentek meg Vilnában Oftsingtsich cím alatt kötetbe gyűjtve. Poétikus prózai műveit és verseit a héber napilapok és folyóiratok közül a Háolóm (London), Hácefira (Varsó), Hámicpa (Krakkó), Al Hámismár (Jeruzsálem), jiddis nyelvű írásait a Zukunft (New York), Vilner Tog, Lemberger Tag, Vorwarts (New-York), Yidisher Tagblat (New-York) közölte. 1944 októberétől bujkálni kényszerült, majd 1945 januárjában egy újlipótvárosi ház pincéjében szívbaj következtében elhunyt.
Felesége Lőrincz Anna volt, Lőrincz Ferenc és Vitéz Mária lánya, akivel 1921. január 29-én Budapesten, a Terézvárosban kötött házasságot.

## Főbb művei
- Oft zingt zih (költemények, 1928)

### Fordításai
- Di tragedye funem mentshn (Madách Imre: Az ember tragédiája)
- Leviatan (Újvári Péter drámája)
- Gojlem will Mensch weren (Kaczér Illés: Gólem ember akar lenni)
- Neue ungarische Lirik (modern magyar költők antológiája)